# Perrhynchites bellus
Perrhynchites bellus là một loài bọ cánh cứng trong họ Rhynchitidae. Loài này được Fremuth & Legalov in Legalov & Fremuth miêu tả khoa học năm 2002.